# L'Artiste accablé par la grandeur des ruines antiques
L'Artiste accablé par la grandeur des ruines antiques – en allemand Der Künstler verzweifelnd vor der Grösse der antiken Trümmer – est un dessin réalisé en 1778-1780 par le peintre suisse Johann Heinrich Füssli. De format vertical, cette œuvre exécutée sur papier à la sanguine et la sépia représente un artiste assis à côté d'un pied et d'une main monumentaux. Il se tient la tête, sous le choc face à la magnificence de ces ruines issues de la sculpture antique. L'œuvre est conservée depuis 1940 à la Kunsthaus de Zurich, à Zurich.
Le dessin est le point de départ de la réflexion conduite par l'historienne de l'art américaine Linda Nochlin dans son essai Le Corps en morceaux, qui insiste sur l'importance des fragments humains dans la culture visuelle de la modernité.